# Sympetrum frequens
The Autumn Darter (Sympetrum frequens) (アキアカネ akiakane) là một loài chuồn chuồn ngô đặc hữu của Nhật Bản. It lives near grasslands and can grow up to 40 mm. After emerging, these dragonflies migrate to high mountains where they feed until descending to breeding pools (often temporary or artificial, bao gồm rice fields) at lower levels.

## Hình ảnh

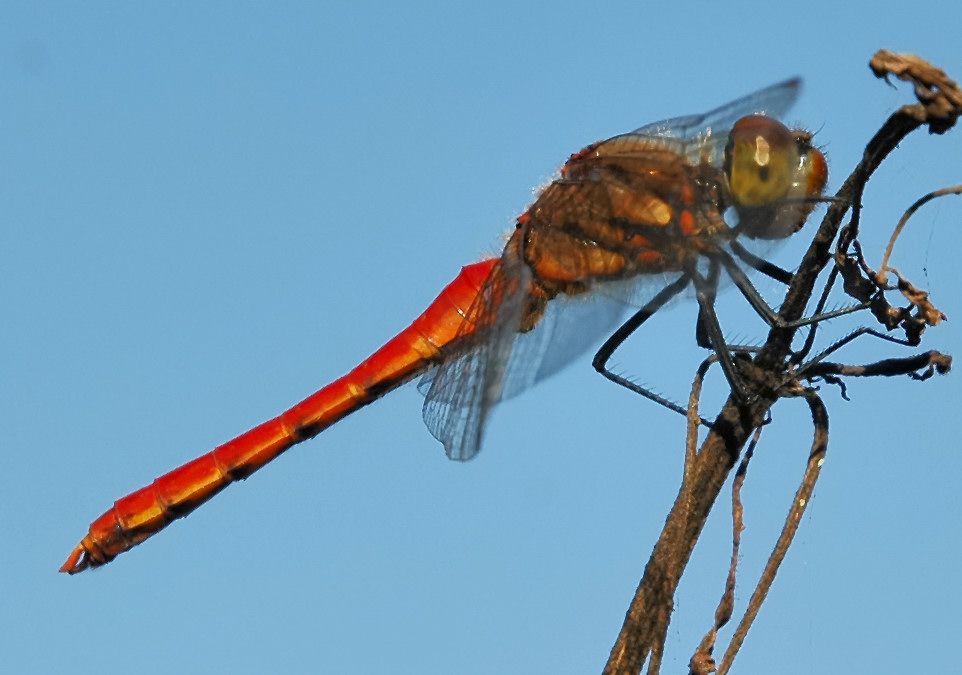
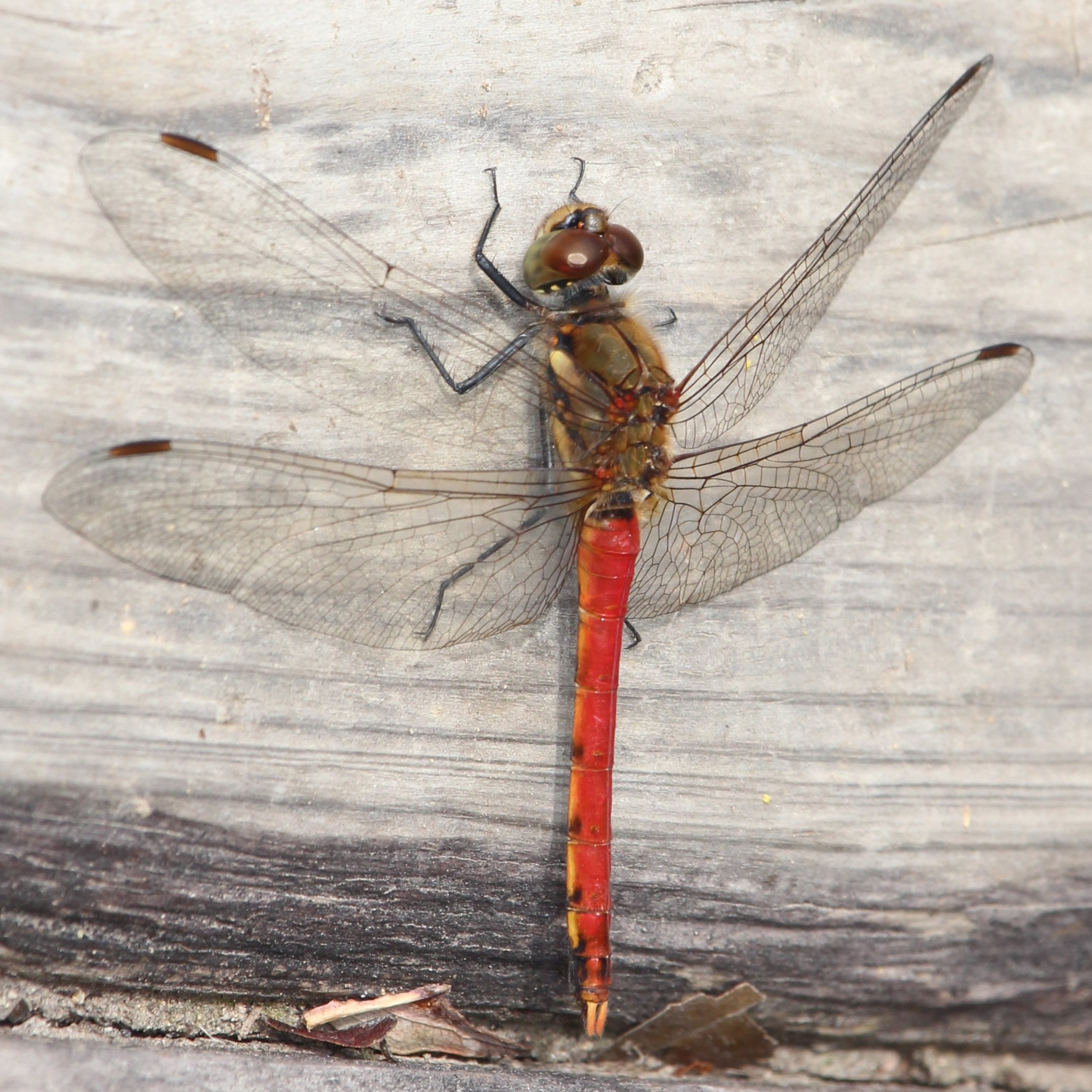
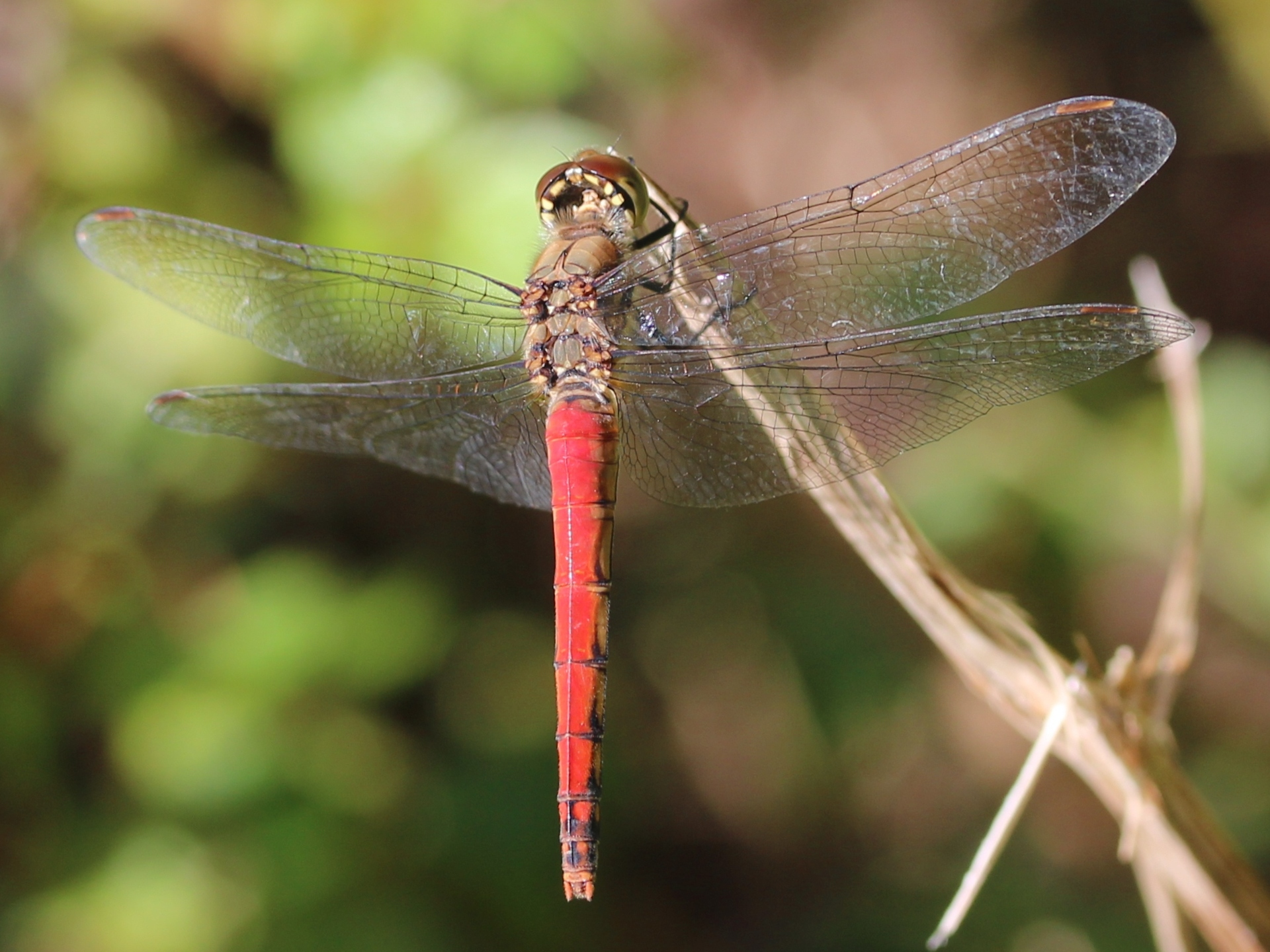
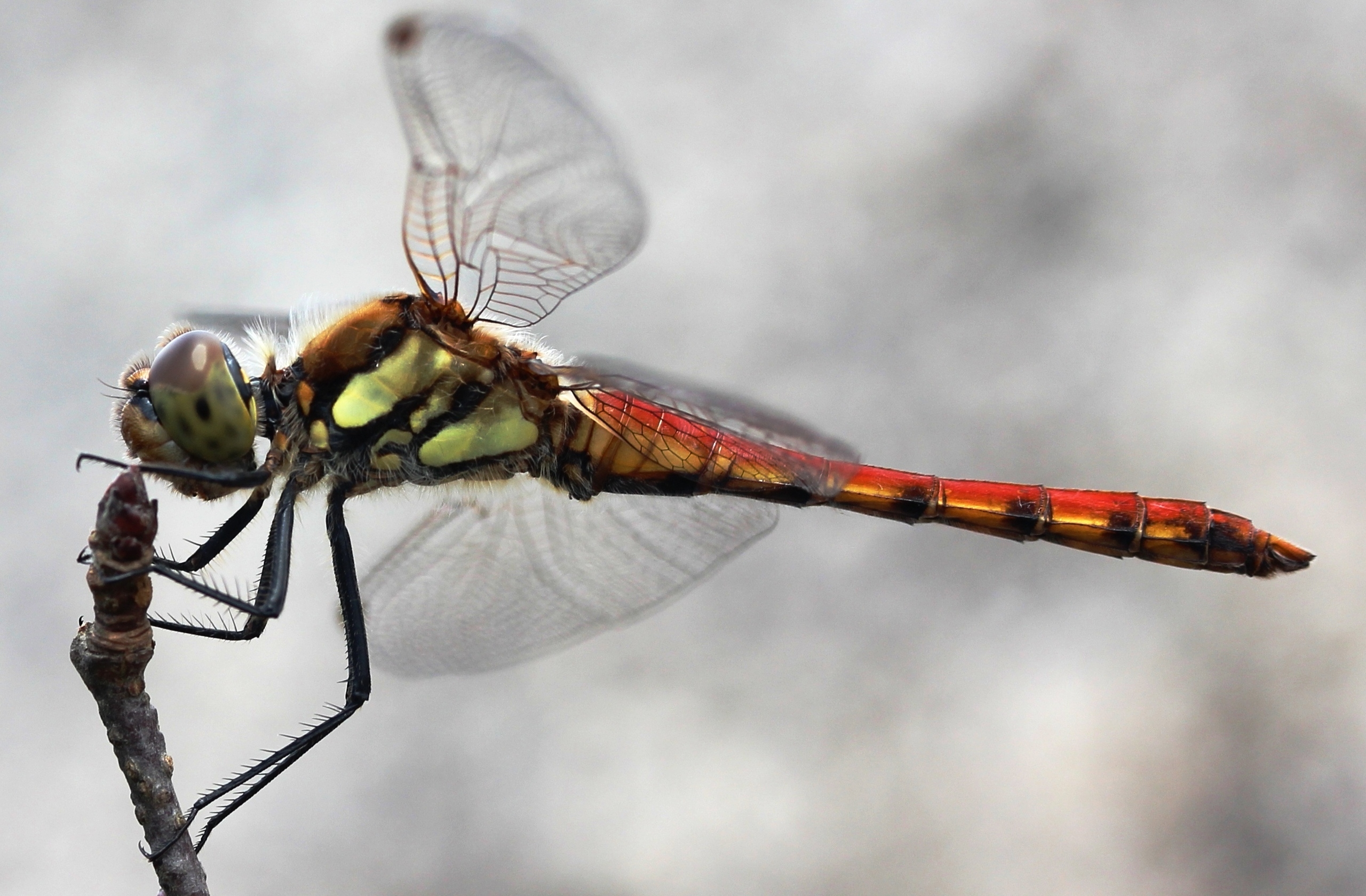